# Eleanor Sayre
Eleanor Axson Sayre (Filadelfia, 1916 - Cambridge, Massachusetts, 12 de mayo de 2001) fue una historiadora del arte, conservadora y profesora, especialista en la obra del pintor español, Francisco de Goya.

## Biografía
Nieta por parte de madre del presidente de Estados Unidos, Woodrow Wilson, e hija del profesor de Derecho de Harvard, Francis Sayre Bowes, se graduó en historia del arte en el Bryn Mawr College (Pensilvania) (1928), cursando dos años de posgrado en Harvard. Asistente para exposiciones en la Galería de Arte de la Universidad Yale (1940-1941), Lyman Allyn Museum (Connecticut) (1942) y como asistente de educación en el Rhode Island School of Design Museum (Providence) (1942-1945). Finalizada la Segunda Guerra Mundial, se incorporó al Museo de Bellas Artes de Boston, donde trabajó hasta su jubilación en 1984, y permaneció después como conservadora emérita hasta que su salud le impidió seguir acudiendo cada día a su despacho.
Cuando se incorporó al museo de Boston, —fue una de las primeras mujeres conservadoras en este museo— se encontraba como jefe de los servicios de conservación Henry Rossiter, quien seis años después adquirió para el museo una pruebas de los grabados de Goya que habían sido propiedad de William Stirling-Maxwell. Ya durante los cursos de posgrado, Sayre había orientado su interés por la pintura, y conocía bien el trabajo del pintor español, sobre el que, cada vez más, centró sus investigaciones. En 1954 obtuvo fondos para viajar a España, donde visitó el Museo del Prado y Zaragoza, y pudo consultar la documentación sobre los grabados y estampas del pintor, así como su correspondencia. En 1967 ya era conservadora del departamento de dibujos y grabados del museo estadounidense y fue la autora del catálogo Late Caprichos by Goya: Fragments from a Serie (1971). En 1975 obtuvo una beca de la Fundación Ford para continuar los estudios sobre los dibujos del pintor español. Desde entonces, también pudo colaborar en la conservación de la obra de Goya en España.
Además de sobre Goya, Sayre fue también especialista en los grabados de otros pintores europeos, como Rembrandt y Durero y de la ilustradora y escritora estadounidense, Helen Beatrix Potter, sobre cuya obra preparó una gran exposición en Boston en 1977. Durante unos años entre 1970 y 1980, Sayre impartió clases durante los seminarios sobre pintura que organiza la Universidad de Harvard. El año de su jubilación, participó en España en los trabajos preparatorios para la que sería en 1988 la exposición Goya y el espíritu de la Ilustración, desarrollada por el Museo del Prado y de la que fue codirectora con el profesor Alfonso Pérez Sánchez. De Madrid, la exposición viajó después al museo de Boston y al Museo Metropolitano de Nueva York en 1989 como Goya and the Spirit of Enlightenmen. En 1991, el gobierno de España le concedió la Medalla de Oro de las Bellas Artes.

## Obras
Eleanor Sayre fue autora o coautora de artículos, libros y catálogos especializados sobre arte, entre los que cabe señalar:
- Goya y el espíritu de la ilustración, con Alfonso E. Sánchez, Madrid 1988 (ISBN 8486022282); en inglés, Goya and the spirit of enlightenment, con Alfonso E Pérez Sánchez Boston, 1989. (ISBN 9780878463008)
- The changing image: prints by Francisco Goya, [catálogo] Boston, 1974 (ISBN 9780878460854)
- Late caprichos of Goya. Fragments from a series, Nueva York, 1971. (OCLC 38622508)
- Rembrandt: experimental etcher, [catálogo] Meriden, 1969 (OCLC 69119144)
- A Christmas book; fifty carols and poems from the 14th to the 17th centuries, Nueva York, 1966 (OCLC 934135)